# Směnárna
Směnárna (v pojetí peněžnictví) je místo, kde lze nakupovat a prodávat valuty nebo devizy podle stanovených kurzů. Směnárny provozují často banky a další peněžní instituce, ale i podnikatelé, pokud to umožňují místní zákony různých zemí. Kromě bankovních přepážek se směnárny soustřeďují do míst se zvýšeným cizineckým turistickým ruchem jako jsou například letiště, velká nádraží, hraniční přechody a historická centra velkých měst.
U renomovaných směnáren klienti neplatí žádný poplatek za směnu, resp. ne druhotně, protože je již započítán do kurzů, ani částka transakce nemusí být nijak omezena. Naopak při transakci nad určitý limit lze dosáhnout výhodnějšího kurzu – tzv. VIP kurzu (VIP sazby). V rámci konkurenčního boje směnáren tyto sazby směnárny nabízejí svým zákazníkům například VIP kupónem, který lze na jejich webových stránkách stáhnout, vytisknout a při předložení tohoto kupónu při transakci klient získá výhodnější kurz bez ohledu na výši transakce.
Kurzy na frekventovaných místech, jako jsou letiště, mohou být pro zákazníka méně výhodné. Funkci směnárny mohou zákazníkovi, který potřebuje domácí měnu (někdy i vybranou zahraniční) a který vlastní platební kartu, nahradit bankomaty.
V posledních letech se spolu se vznikem online bankovnictví objevují směnárenské služby jako Revolut nebo RoklenFX na internetu.